# Hyosung GT 125 Naked
Die GT 125 Naked ist ein Naked Bike des südkoreanischen Motorradherstellers Hyosung S&T Motors. Der Hubraum des Motors beträgt 124 cm³.
Im Gegensatz zu den meisten anderen 125-cm³-Motorrädern hat die GT 125 Naked einen V2-Motor.
Zurzeit bietet Hyosung die GT 125 Naked in den Farben Weiß und Schwarz an. Vorher gab es auch Gelb, Rot und Blau.
Seit der neuen Führerscheinregelung kann die GT 125 Naked auch von unter 18-jährigen Besitzern des A1-Führerscheins offen gefahren werden.